# Lauri Rapala
Lauri Rapala (* 1905; † 1974) war ein finnischer Angler. Er entwickelte 1936 aus einem Korken den ersten später nach ihm benannten Wobbler. Aus dem Stanniol von Käseschachteln und aus Schokoladenriegeln formte er die Außenseite des Fischköders. Da er keinen Lack zur Verfügung hatte, um eine schützende Schicht zu erhalten, schmolz er unbrauchbare Fotonegative über den Wobbler. Sein erster Wobbler existiert noch heute. Dieser Wobbler hat eine dunkle Oberseite, goldigfarbene Flanken und einen helleren Bauch. Rapala-Wobbler zählen noch heute zu den besten Wobblern weltweit. Rapala-Wobbler sind entweder aus Balsaholz oder aber aus Kunststoff hergestellt.
Rapala-Wobbler werden heute in Europa von der Firma Rapala VMC vertrieben.